# Марк, Дэвид
Дэвид Элехену Бонавентуре Марк (родился 18 апреля 1948 года) — Председатель Сената Нигерии и сенатор от округа Южный Бенуэ (штат Бенуэ). Член Народно-демократической партии Нигерии. Председатель комитета Сената по пенсионным фондам.

## Биография
Марк был утверждён в должности Председателя Сената 6 июня 2007 года. До работы в Сенате, Марк работал в должности военного губернатора штата Нигер. Происходит из идомских христиан.
В апреле 2011 года Дэвид Марк был выдвинут Народно-демократической партией кандидатом в Сенат от Южного Бенуэ и был избран на четвёртый срок.